# Vivien Follath
Vivien Folláth  est une kayakiste hongroise pratiquant la course en ligne et le marathon.

## Palmarès

### Championnats du monde de canoë-kayak course en ligne
- 2010 à Poznań,  Pologne
  -  Médaille d'or en K-1 5000 m

### Championnats du monde de marathon (canoë-kayak)
- 2006 à Trémolat,  France
  -  Médaille d'or en K1

- 2008 à Týn nad Vltavou,  République tchèque
  -  Médaille d'argent en K2